# دانشگاه علوم پزشکی جندی‌شاپور اهواز
دانشگاه علوم پزشکی جُندی‌شاپور (انگلیسی: Ahvaz Jundishapur University of Medical Sciences؛ AJUMS) دانشگاهی در شهر اهواز در استان خوزستان، ایران است.

## پیشینه
قدمت دانشگاه باستانی جندی‌شاپور، به سدهٔ چهارم یا پنجم میلادی بازمی‌گردد و در طی ۶ قرن، نام جندی‌شاپور مترادف با مرکزی علمی در رشته‌های مختلف بوده و عصر تعالی و ترقی آن در زمان خسرو انوشیروان بوده‌است. مکان شهر دانشگاهی جندی‌شاپور در دوران ایران باستان به طور قطعی مشخص نیست، اما به گفته احمد اقتداری از منابع گوناگون بر‌می‌آید که در محدوده میان شهرهای شوشتر، شوش و دزفول قرار داشته است. شهر شوشتر و روستای شاه‌آباد مابین دزفول و شوشتر از جمله مکانهای احتمالی دانشگاه و شهر باستانی گندی‌شاپور مطرح شده‌اند. این شهر دانشگاهی به دستور شاپور اول ساخته شده‌است.
دانشگاهی با نام گندی‌شاپور در یکشنبه ۲ مهر ماه سال ۱۳۳۴ در اهواز گشایش یافت. پس از چندی این نام به جندی‌شاپور تغییر کرد. دانشگاه در نزدیکی رودخانهٔ کارون، در زمینی هموار و نزدیک باغ گیاهان گرمسیری بنا گردید. به دلیل طراحی چندین بنا و دانشکده توسط معمارانی نظیر کامران دیبا و آندره گدار، ساختمان این دانشگاه، از معماری منحصر به فردی برخوردار است.
دانشکدهٔ کشاورزی، اولین دانشکدهٔ راه‌اندازی‌شده در دانشگاه و رشته‌های کشاورزی، ادبیات، ریاضی و پزشکی، از اولین رشته‌های ارائه شده در دانشگاه جندی‌شاپور بوده است. مدتی بعد دانشکده پزشکی، به دانشگاه مستقلی تحت نام «دانشگاه علوم پزشکی جندی‌شاپور اهواز» انتقال یافت.

## دانشگاه در دوره معاصر
دانشگاه علوم پزشكي اهواز بزرگترين دانشگاه علوم پزشكي كشور است كه
در دوره معاصر و قبل از تشکیل دانشگاه‌های علوم پزشکی، دانشکده پزشکی یکی از واحدهای تابعه دانشگاه جندی شاپور سابق بوده و وابسته به وزارت علوم و آموزش عالی در تیر سال ۱۳۶۶ بوده‌است که به عنوان مهمترین دانشگاه علوم پزشکی در خوزستان تصویب شد و یکی از مراکز مهم علوم پزشکی کشور است.
دانشگاه علوم پزشکی جندی شاپور دارای ۷ معاونت است که شامل: آموزشی، بهداشتی، دانشجویی فرهنگی، پشتیبانی، تحقیقات و فناوری، غذا و دارو و درمان می‌باشد؛ و هم اکنون دارای ۲۱ شبکه بهداشت و درمان در شهرستانهای مختلف، ۱۱ دانشکده، ۲۴ مرکز بهداشت شهرستان، ۳۰ بیمارستان و ۱۶ مرکز آموزش بهورزی است که به ارائه خدمات در سطح استان مشغول می‌باشند.
اين دانشگاه بعنوان يكی از دانشگاه‌های مادر و تيپ ١ در سطح كشور مطرح بوده و در رتبه‌بندی تعداد مقالات،در بين ده دانشگاه برتر كشور قرار دارد.

## دانشکده‌ها
- دانشکده بهداشت
- دانشکده پرستاری و مامایی
- دانشکده پزشکی
- دانشکده پیراپزشکی
- دانشکده داروسازی
- دانشکده دندانپزشکی
- دانشکده توان بخشی
- دانشکده طب سنتی
- دانشکده پیراپزشکی بستان

- مجتمع آموزش عالی سلامت مسجدسلیمان
- مجتمع آموزش عالی سلامت ایذه
- مجتمع اموزش عالی سلامت رامهرمز

## بیمارستانهای استان خوزستان

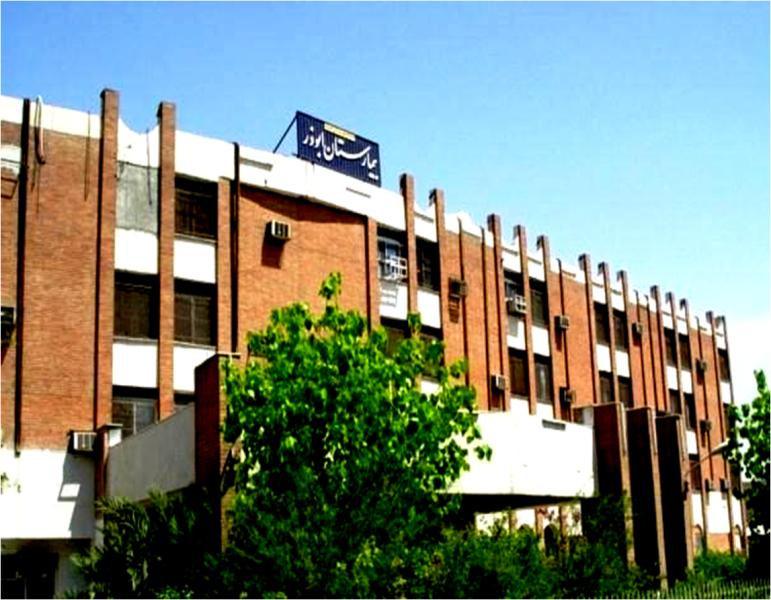
بیمارستان کودکان ابوذر اهواز

بیمارستان‌های استان خوزستان به قرار زیر می‌باشد:
- بیمارستان امام خمینی اهواز
- بیمارستان کودکان ابوذر اهواز
- بیمارستان رازی اهواز
- بیمارستان گلستان اهواز
- بیمارستان شفا اهواز
- بیمارستان سینا اهواز
- بیمارستان سلامت اهواز
- بیمارستان بزرگ نفت اهواز
- بیمارستان آریا اهواز
- بیمارستان اورند اهواز
- بیمارستان مهر اهواز
- بیمارستان کرمی اهواز
- بیمارستان بوستان اهواز
- بیمارستان آپادانا اهواز
- بیمارستان فاطمه الزهرا اهواز
- بیمارستان امیرالمومنین اهواز
- بیمارستان امیرکبیر اهواز
- بیمارستان ۵۷۸ ارتش اهواز
- بیمارستان طالقانی اهواز
- بیمارستان بقایی اهواز
- بیمارستان بقایی۲ اهواز
- اهواز_۲۱ بیمارستان
- بیمارستان بزرگ ولی عصر( بهبهان
- بیمارستان دکتر شهیدزاده بهبهان
- بیمارستان زنان و زایمان فریده بهبهانی
- بیمارستان مصطفی خمینی بهبهان (تامین اجتماعی)
- بیمارستان قلب فاطمه الزهرا بهبهان
- بیمارستان جامع سرطان ام البنین بهبهان
- بیمارستان خصوصی جراحی مهرگان بهبهان
- بیمارستان خصوصی دندانپزشکی مهرگان بهبهان
- بیمارستان امام حسن بهبهان
- بیمارستان شهیدحسین نژاد بهبهان
- بیمارستان محلی تشان_بهبهان
- بیمارستان امام حسین زیدون_بهبهان
- بهبهان_۱۲ بیمارستان
- بیمارستان امام خمینی آبادان
- بیمارستان طالقانی آبادان
- بیمارستان بهشتی آبادان
- بیمارستان ۱۷ شهریور آبادان
- آبادان_۴ بیمارستان
- بیمارستان بزرگ گنجویان دزفول
- بیمارستان نبوی دزفول
- بیمارستان پایگاه چهارم شکاری دزفول
- بیمارستان ۵۸۰ ارتش دزفول
- بیمارستان امام حسن دزفول
- بیمارستان تامین اجتماعی دزفول
- بیمارستان یازهرا دزفول
- دزفول_۷ بیمارستان
- بیمارستان خاتم الانبیا شوشتر
- بیمارستان الهادی شوشتر
- شوشتر_۲ بیمارستان
- بیمارستان ۲۲ بهمن مسجد سلیمان
- بیمارستان شرکت نفت مسجد سلیمان
- بیمارستان تامین اجتماعی مسجد سلیمان
- مسجدسلیمان_۳ بیمارستان
- بیمارستان حاجیه نرگس معرفی ماهشهر
- بیمارستان صنایع پتروشیمی ماهشهر
- بیمارستان راه زینب بندر امام خمینی
- ماهشهر_۳ بیمارستان
- بیمارستان امام رضا امیدیه
- بیمارستان امام علی اندیمشک
- بیمارستان امید لالی
- بیمارستان حضرت رسول رامشیر
- بیمارستان شهدا ایذه
- بیمارستان شهید چمران دشت آزادگان
- بیمارستان اشرفی اصفهانی آغاجاری
- بیمارستان طباطبایی باغملک
- بیمارستان معرفی زاده شادگان
- بیمارستان نظام مافی شوش
- بیمارستان ولیعصر خرمشهر
- بیمارستان امام خمینی رامهرمز

- بیمارستان مادر رامهرمز